# Église érythréenne orthodoxe
L'Église érythréenne orthodoxe est une Église antéchalcédonienne autocéphale, qui fait partie des Églises des trois conciles, et rassemble 2 000 000 de fidèles[réf. nécessaire], soit plus de 50 % de la population de l’Érythrée. Le chef de l'Église porte le titre de Patriarche d'Érythrée, avec pour résidence Asmara.

## Nom
L'Église érythréenne orthodoxe est aussi connue sous d'autres noms :
- Église érythréenne orthodoxe tewahedo
- Église orthodoxe érythréenne
- Église orthodoxe d'Érythrée
- Église copte d'Érythrée

## Histoire
L'Église érythréenne a été dans la juridiction de l'Église éthiopienne orthodoxe jusqu'en 1993, date de son autocéphalie, et Philippe Ier en devient son premier patriarche. 
Les relations difficiles avec le gouvernement érythréen ont conduit à la déposition du patriarche Antonios Ier , en 2005. Le siège est resté vacant pendant près de deux ans. En 2007, le remplacement à la tête de l'Église du patriarche Antoine Ier par Dioscore Ier, imposé par le gouvernement, provoque des difficultés graves au sein de l'Église d'autant que le patriarche Dioscore Ier n'est pas reconnu par les autres églises orthodoxes orientales.
Le synode d'Asmara élit Abune Qerlos en mai 2021, nouveau patriarche, il est consacré en juin 2021.
Antonios Ier est excommunié par le synode d'Asmara en 2019, ce dernier meurt en février 2022,.
La rencontre en juillet 2022 au Caire entre Théodore II  et Cyril I (Abune Qerlos) ouvre la voie à la restauration de la communion rompu depuis 2007 avec l'ensemble des autres églises orthodoxes orientales.

## Organisation
Avec la forte émigration des Érythréens, environ 150 000 membres de l'église érythréenne sont en Europe, ou en Amérique (dont Canada).
Jusqu'en 2022, sous la juridiction du patriarche Antonios Ier :
- Shenouda, Diocèse des États-Unis et du Canada
- Atnatiwos, Diocèse d'Europe siège à Francfort pour les treize communautés[8] de Suisse,
- Markos, Diocèse du Royaume-Uni

Sous la juridiction du patriarche Cyril I (Abune Qerlos)  :
- lui-même pour le diocèse d'Asmara
- x, diocèse de Mendefera
- Kirillos, diocèse de Adi Keyh
- Yuannes, diocèse de Keren et Nakfa
- Salama, diocèse de  Massawa et Assab
- Luke (Tsige), diocèse de Barentu et Agordat
- Matteos (Abraham), diocèse de Debarwa
- Petros (Araya), diocèse d'Assab

## Relations avec les autres Églises
L'Église est membre du Conseil œcuménique des Églises depuis 2003.

### Dialogue avec l’Église catholique
Le  dialogue a lieu dans le cadre de la « Commission mixte internationale pour le dialogue théologique entre l’Église catholique et les Églises orthodoxes orientales », constituée en janvier 2003.